# Як козаки мушкетерам допомагали
«Як козаки́ мушкете́рам допомага́ли» — анімаційний мультфільм студії «Київнаукфільм», знятий у 1979, шоста історія серіалу «Козаки».
Мультфільм присвячено успішній в СРСР екранізації книжки «Три мушкетери» Александра Дюма.

## Сюжет
Голландський принц закохався в заморську княжну (ймовірно турецьку) і королева Франції висилає йому мушкетерів, щоб ті знайшли його кохану. Злий кардинал хоче зірвати цю місію з метою видати за принца свою дочку. Через його втручання дорогою додому мушкетери опиняються в Україні. Козаки Тур, Грай та Око вирішують допомогти мушкетерам і провозять їх повз корабель кардинала на «чайці».
Їм доводиться сховатися в заростях очерету, які кардинал потім підпалює. Він думає, що козаки й мушкетери загинули, але ті пробралися на його корабель і викрадають кардинала. Тоді його слуги пропонують, щоб козаки віддали кардинала в обмін на велику суму грошей. Козаки вдають, ніби погодилися, але взамін хочуть лише кошик з наїдками та шампанським.
Кардинал, коли опинився на своєму кораблі знову, наказує наздогнати козаків і мушкетерів. Під час втечі їх проковтує кит. Але козаки закурюють люльки і кит випльовує їх в Антарктиці, де козацька «чайка» вмерзає в кригу. Та згодом течія виносить її в теплі широти і козаки продовжують мандрівку до Голландії.
«Чайка» сідає на мілину, що виявляється вулканом. Тоді Грай придумує використати Турові шаровари, щоб зробити з човна повітряну кулю. Козаки та мушкетери долітають на ній до Голландії. Вони передають принцу подарунок від його коханої — тюльпани. Тоді Око хутко повертається до принцеси та приносить її до принца. Козаки потім висаджують тюльпани на своїй батьківщині.

## Знімальна група
- Режисер: Володимир Дахно
- Сценарист: С. Лямін
- Художник-постановник: Едуард Кирич
- Художник: А. Назаренко
- Аніматори: Ельвіра Перетятько, Я. Селезньова, Михайло Титов, Костянтин Чикін, Ніна Чурілова, Микола Бондар, Адольф Педан, Володимир Врублевський, Єфрем Пружанський
- Оператор: Анатолій Гаврилов
- Композитор: Ігор Поклад
- Звукооператор: Ігор Погон
- Редактор: Володимир Гайдай
- Текст читає: Едуард Назаров
- Монтажер: О. Деряжна
- Директор: Є. Дубенко